# Pastel pure
「pastel pure」（パステル ピュア）は、ALI PROJECTの楽曲。今野緒雪が作詞、片倉三起也が作曲を手掛けた。ALI PROJECTの12枚目のシングルとして2004年8月25日にフロンティアワークスから発売された。

## 概要
テレビアニメ『マリア様がみてる〜春〜』の放送を受けて、『マリア様がみてる』主題歌CDに収録されていた「pastel pure」をシングル化したもの。原曲はフルートを主旋律とした器楽曲であったが、『マリア様がみてる』の原作者今野緒雪が作詞した詞が付けられた。また、主役の福沢祐巳の声を演じている声優の植田佳奈による朗読バージョンも収録されている。

## 収録曲
1. pastel pure 〜ボーカル・バージョン〜 [4:21]
  - 作詞：今野緒雪 作曲：片倉三起也 編曲：平野義久
2. pastel pure 〜ピアノ&ギターバージョン〜 [4:20]
3. pastel pure -祐巳朗読バージョン- [1:42]
  - 朗読・ナレーション：福沢祐巳（植田佳奈）
4. pastel pure 〜ピアノ&ギターバージョン〜（Original Karaoke）